# نجيل مضفر السنابل
نجيل مضفر السنابل (الاسم العلمي:Cynodon plectostachyus) هو نوع من النباتات يتبع جنس النجيل من الفصيلة النجيلية.